# Sveriges jämställdhetsminister
Jämställdhetsminister kallas allmänt det statsråd i Sveriges regering som ansvarar för frågor rörande jämställdhet mellan kvinnor och män. Posten har sedan skapandet 1973 sorterat under en mängd olika departement, nästan alltid som biträdande statsråd. Oftast har ministerposten placerats i Arbetsmarknadsdepartementet.

## Historik
Huvudinriktningen inom den svenska jämställdhetspolitiken kan belysas genom den svenska jämställdhetsministerns historiska tillhörighet till olika departement. Vid bildandet 1973 hanterades jämställdhetsärendena under Inrikesdepartementet, och mellan 1974 och 1991 hörde dessa frågor till Arbetsmarknadsdepartementet (bildat 1974).
Därefter har posten ambulerat mellan olika departement. Kultur- och Socialdepartementet, Statsrådsberedningen, Civil-, åter hos Arbetsmarknadsdepartementet samt därefter hos Jordbruksdepartementet. 2003–2004 var tillhörigheten inom Justitiedepartementet, 2006–2010 hos Integrations- och jämställdhetsdepartementet;  ministern även departementschef. 2011 placerades regeringsposten åter vid ett annat departement, denna gång i Utbildningsdepartementet.
Från 2019 har både rödgröna och borgerliga regeringar placerat posten som biträdande statsråd hos Arbetsmarknadsdepartementet, vilket belyser den svenska statens jämställdhetsfokus runt arbetsmarknadsfrågor.

## Lista över Sveriges jämställdhetsministrar
| Namn | Namn              | Tillträdde       | Avgick           | Politiskt parti | Departement                                                                               | Informell titel                                                                                          |
| ---- | ----------------- | ---------------- | ---------------- | --------------- | ----------------------------------------------------------------------------------------- | --- |
|      | Anna-Greta Leijon | 1973             | 1976             | S               | Arbetsmarknadsdepartementet                                                               | invandrar- och jämställdhetsminister                                                                     |
|      | Per Ahlmark       | 1976             | 1978             | FP              | Arbetsmarknadsdepartementet                                                               | |
|      | Rolf Wirtén       | 1978             | 1978             | FP              | Arbetsmarknadsdepartementet                                                               | |
|      | Eva Winther       | 1978             | 1979             | FP              | Arbetsmarknadsdepartementet                                                               | invandrar- och jämställdhetsminister                                                                     |
|      | Karin Andersson   | 1979             | 1982             | C               | Arbetsmarknadsdepartementet                                                               | invandrar- och jämställdhetsminister                                                                     |
|      | Anita Gradin      | 1982             | 1986             | S               | Arbetsmarknadsdepartementet                                                               | invandrar- och jämställdhetsminister                                                                     |
|      | Anna-Greta Lejon  | 1986             | 1987             | S               | Arbetsmarknadsdepartementet                                                               | |
|      | Ingela Thalén     | 1987             | 1989             | S               | Arbetsmarknadsdepartementet                                                               | |
|      | Maj-Lis Lööw      | 1989             | 1991             | S               | Arbetsmarknadsdepartementet                                                               | invandrar- och jämställdhetsminister                                                                     |
|      | Birgit Friggebo   | 4 oktober 1991   | 15 januari 1993  | FP              | Kulturdepartementet                                                                       | Kultur- och invandringsminister                                                                          |
|      | Bengt Westerberg  | 15 januari 1993  | 7 oktober 1994   | FP              | Socialdepartementet                                                                       | Socialminister och vice statsminister                                                                    |
|      | Mona Sahlin       | 7 oktober 1994   | 10 november 1995 | S               | Statsrådsberedningen                                                                      | Vice statsminister och jämställdhetsminister                                                             |
|      | Marita Ulvskog    | 10 november 1995 | 22 mars 1996     | S               | Civildepartementet                                                                        | Civilminister                                                                                            |
|      | Ulrica Messing    | 22 mars 1996     | 1998             | S               | Arbetsmarknadsdepartementet                                                               | arbetsrätts- och jämställdhetsminister                                                                   |
|      | Margareta Winberg | 7 oktober 1998   | 31 oktober 2003  | S               | Jordbruksdepartementet 1998-2002 Statsrådsberedningen 2002-2003                           | Jordbruks- och jämställdhetsminister 1998-2002 Vice statsminister och jämställdhetsminister 2002-2003    |
|      | Mona Sahlin       | 31 oktober 2003  | 21 oktober 2004  | S               | Justitiedepartementet                                                                     | Demokrati-, integrations-, jämställdhets- och idrottsminister                                            |
|      | Jens Orback       | 21 oktober 2004  | 5 oktober 2006   | S               | Justitiedepartementet                                                                     | Demokrati-, integrations-, storstads- och jämställdhetsminister                                          |
|      | Nyamko Sabuni     | 6 oktober 2006   | 21 januari 2013  | FP              | Integrations- och jämställdhetsdepartementet 2006-2010 Utbildningsdepartementet 2011-2013 | Integrations- och jämställdhetsminister 2006-2010 Jämställdhets- och bitr. utbildningsminister 2010-2013 |
|      | Maria Arnholm     | 21 januari 2013  | 3 oktober 2014   | FP              | Utbildningsdepartementet                                                                  | Jämställdhets- och bitr. utbildningsminister                                                             |
|      | Åsa Regnér        | 3 oktober 2014   | 8 mars 2018      | S               | Socialdepartementet                                                                       | Barn-, äldre- och jämställdhetsminister                                                                  |
|      | Lena Hallengren   | 8 mars 2018      | 21 januari 2019  | S               | Socialdepartementet                                                                       | Barn-, äldre- och jämställdhetsminister                                                                  |
|      | Åsa Lindhagen     | 21 januari 2019  | 5 februari 2021  | MP              | Arbetsmarknadsdepartementet                                                               | Jämställdhetsminister                                                                                    |
|      | Märta Stenevi     | 5 februari 2021  | 30 november 2021 | MP              | Arbetsmarknadsdepartementet                                                               | Jämställdhets- och bostadsminister                                                                       |
|      | Eva Nordmark      | 30 november 2021 | 18 oktober 2022  | S               | Arbetsmarknadsdepartementet                                                               | Arbetsmarknads- och jämställdhetsminister                                                                |
|      | Paulina Brandberg | 18 oktober 2022  | 1 april 2025     | L               | Arbetsmarknadsdepartementet                                                               | Jämställdhetsminister och bitr. arbetsmarknadsminister                                                   |
|      | Nina Larsson      | 1 april 2025     |                  | L               | Arbetsmarknadsdepartementet                                                               | Jämställdhetsminister och arbetslivsminister                                                             |